# Мелькские анналы
Мелькские анналы (лат. Annales Mellicenses) — написанные около 1123 года на латинском языке анналы бенедиктинского монастыря в австрийском городе Мельк на Дунае. Охватывают период от РХ до 1122 г. Сохранились в оригинале. Являются источником главным образом по событиям истории Франкского государства и Священной Римской империи. Послужили основой для исторических трудов австрийского хрониста Берхтольда из Кремсмюнстера (1270—1326), а также имели многочисленные продолжени и дополнения,  в ряде случаев доводящие их повествование до середины XVI века.

## Издания
- Annales Mellicenses // MGH, SS. Bd. IX. Hannover, 1851, p. 480—501.

- Continuatio Mellicensis // MGH, SS. Bd. IX. Hannover, 1851, 501—535.

- Auctario Mellicense // MGH, SS. Bd. IX. Hannover, 1851, p. 535—537.

- Auctario Zwetlense // MGH, SS. Bd. IX. Hannover, 1851, p. 538—540.

- Continuatio Zwetlense prima // MGH, SS. Bd. IX. Hannover, 1851, p. 537—538.

- Continuatio Zwetlense altera // MGH, SS. Bd. IX. Hannover, 1851, p. 541—544.

- Continuatio Cremifanensis // MGH, SS. Bd. IX. Hannover, 1851, p. 550—554.

- Auctarium Lambacense // MGH, SS. Bd. IX. Hannover, 1851, p. 555—556.

## Переводы на русский язык
- Мелькские анналы (1-1122) в переводе И. Дьяконова на сайте Восточная литература

- Мелькское продолжение, Ч. 1 (1124—1465) в переводе И. Дьяконова на сайте Восточная литература

- Мелькское продолжение, Ч. 2 (1466—1564) в переводе И. Дьяконова на сайте Восточная литература

- Мелькское дополнение (508—1269) в переводе И. Дьяконова на сайте Восточная литература

- Цветленское дополнение (1024—1160) в переводе И. Дьяконова на сайте Восточная литература

- Первое цветленское продолжение (1140—1170) в переводе И. Дьяконова на сайте Восточная литература

- Второе цветленское продолжение (1170—1189) в переводе И. Дьяконова на сайте Восточная литература

- Кремсмюнстерское продолжение (1139—1216) в переводе И. Дьяконова на сайте Восточная литература

- Ламбахское дополнение (1128—1197) в переводе И. Дьяконова на сайте Восточная литература